# Tessie Camilleri
Tessie Camilleri, född 1901, död 1930, var en maltesisk konststudent.
Hon blev 1919 den första kvinna (tillsammans med Blanche Huber) som accepterades som student vid Maltas universitet, och 1922 den första kvinnan som tog examen (i konst). 